# 람보르기니 에고이스타

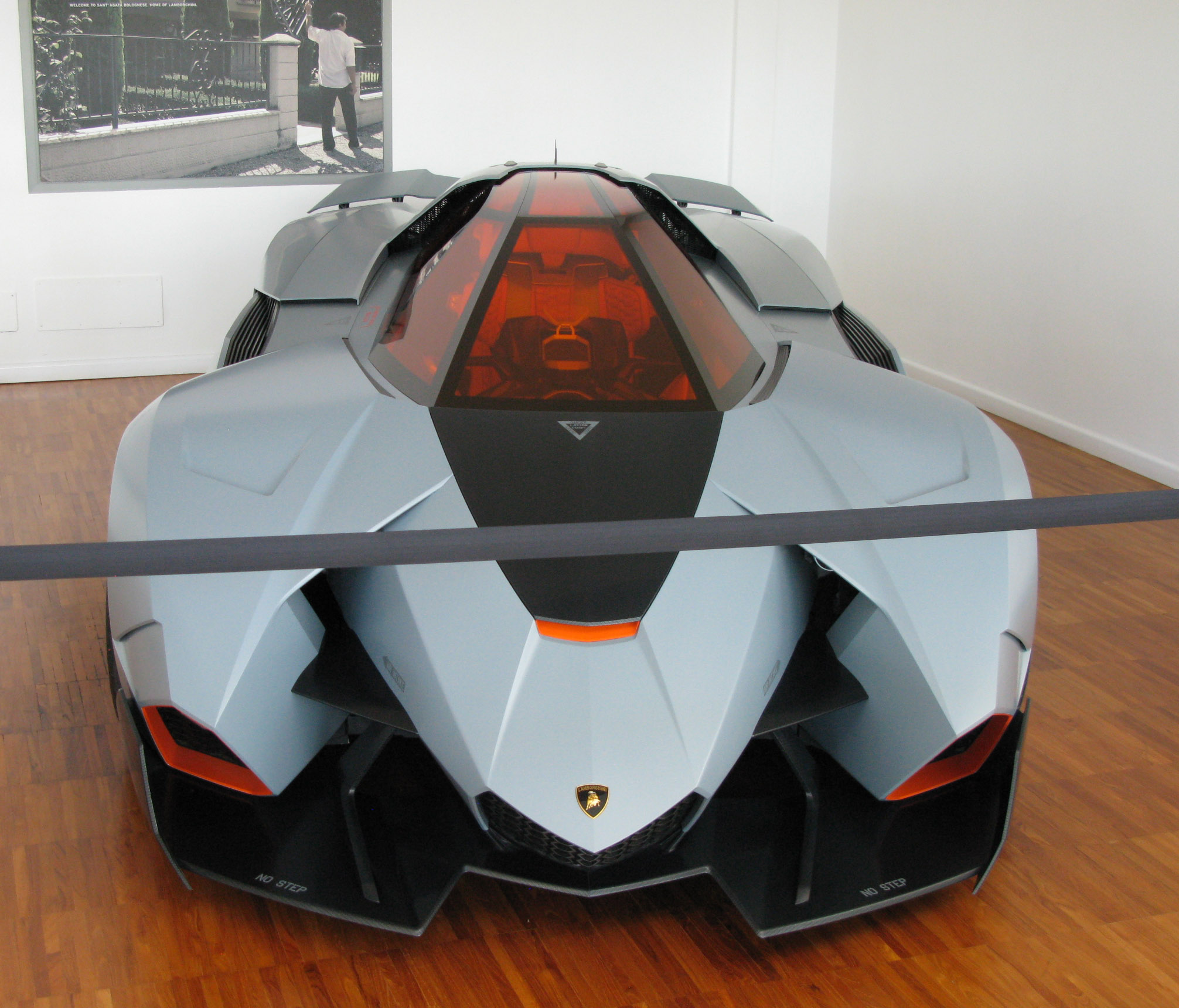
람보르기니 에고이스타의 정면

람보르기니 에고이스타(Lamborghini Egoista)는 이탈리아의 자동차 제조 업체인 람보르기니에서 창립 50주년을 기념하기 위해 제작한 콘셉트 카이다. 5.2리터 10기통 엔진, 600마력으로, 이탈리아 볼로냐의 람보르기니 박물관에서 전시중이다.
전투기 같은 일인용 좌석으로 되어있으며, 완전히 제거할 수 있는 캐노피도어를 채택하였다. 운전대를 반드시 제거해야 승·하차가 가능하다. 독특한 외관은 공기역학적으로 설계되었으며,최고속도는 355km/h이며 리미트를 해제하면 400km/h도 가능할 수 있다고한다. 측면에서 보면 치닫는 황소를 닮았다. 그리고 헤드업디스플레이어가 있다. 차체와 바퀴는 스텔스 소재로 되어있다.

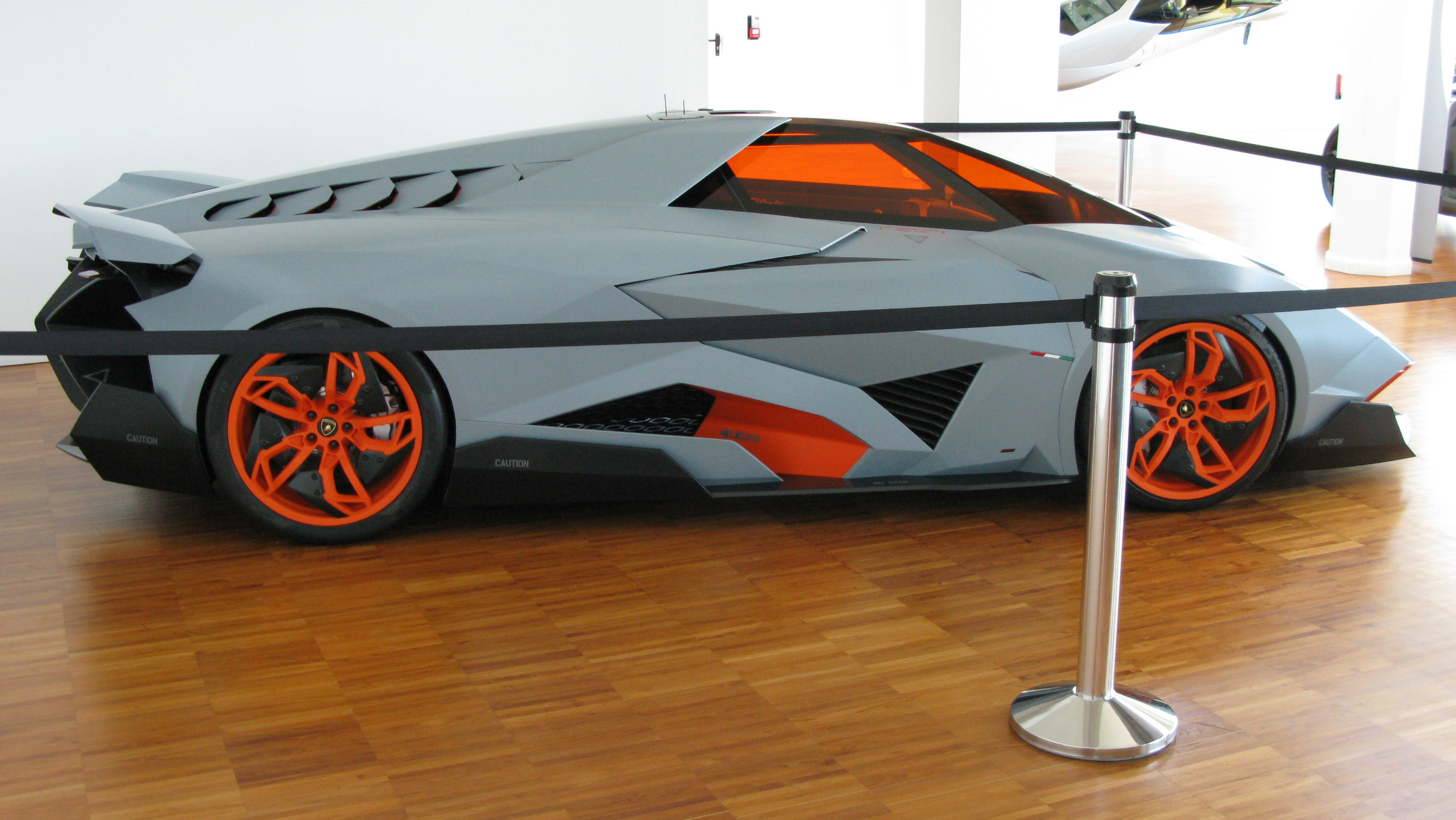
측면

이탈리아어로 에고이스타는 '이기적'을 의미한다. 디자이너인 월터 드 실바(Walter de Silva)는 “에고이스타는 쾌락주의의 끝”이라고 말하였다.